# Waldbahn Lundanka
| Waldbahn Lundanskaja                     | Waldbahn Lundanskaja |
| ---------------------------------------- | -------------------- |
|                                          |                      |
| Bahnhof (vergrößert) und Streckenverlauf |                      |
| Streckenlänge:                           | 15 km                |
| Spurweite:                               | 750 mm (Schmalspur)  |
|                                          |                      |

Die Waldbahn Lundanka (russisch Лунданская узкоколейная железная дорога, transkr. Lundanskaja uskokoleinaja schelesnaja doroga, transl. Lundanskaâ uzkokolejnaâ železnaâ doroga) ist eine fünfzehn Kilometer lange Schmalspurbahn beim Dorf Lundanka in der Oblast Kirow in Russland.

## Geschichte
Die Schmalspurbahn mit einer Spurweite von 750 Millimetern wurde 1950 gebaut. Anfangs wurden Dampflokomotiven eingesetzt. In den 1960er Jahren erschienen die ersten Diesellokomotiven der SŽD-Baureihe ТУ4 auf den Hauptstrecken, sowie Loks des Typs MD54-4 auf den Zweigstrecken und fliegenden Strecken (d. h. provisorisch verlegten Strecken). Es gab auch ein Schienenfahrzeug AM1-194, das aber selten genutzt wurde. 1980 war die Strecke noch auf einer Länge von bis zu fünfzehn Kilometern in Betrieb.

## Aktueller Status
Seit 1999 gibt es im Winter keinen Holztransport mehr mit der Schmalspurbahn. Lundanski Lespromchos wurde an die Ars-Group LLC vermietet, die stark in die Wiederherstellung der Forst- und Schmalspurbahnen für den planmäßigen Betrieb investierte. Im August 2014 war die Waldbahn nur noch auf der Hälfte der fünfzehn Kilometer langen Gesamtstrecke in Betrieb.

## Fahrzeuge

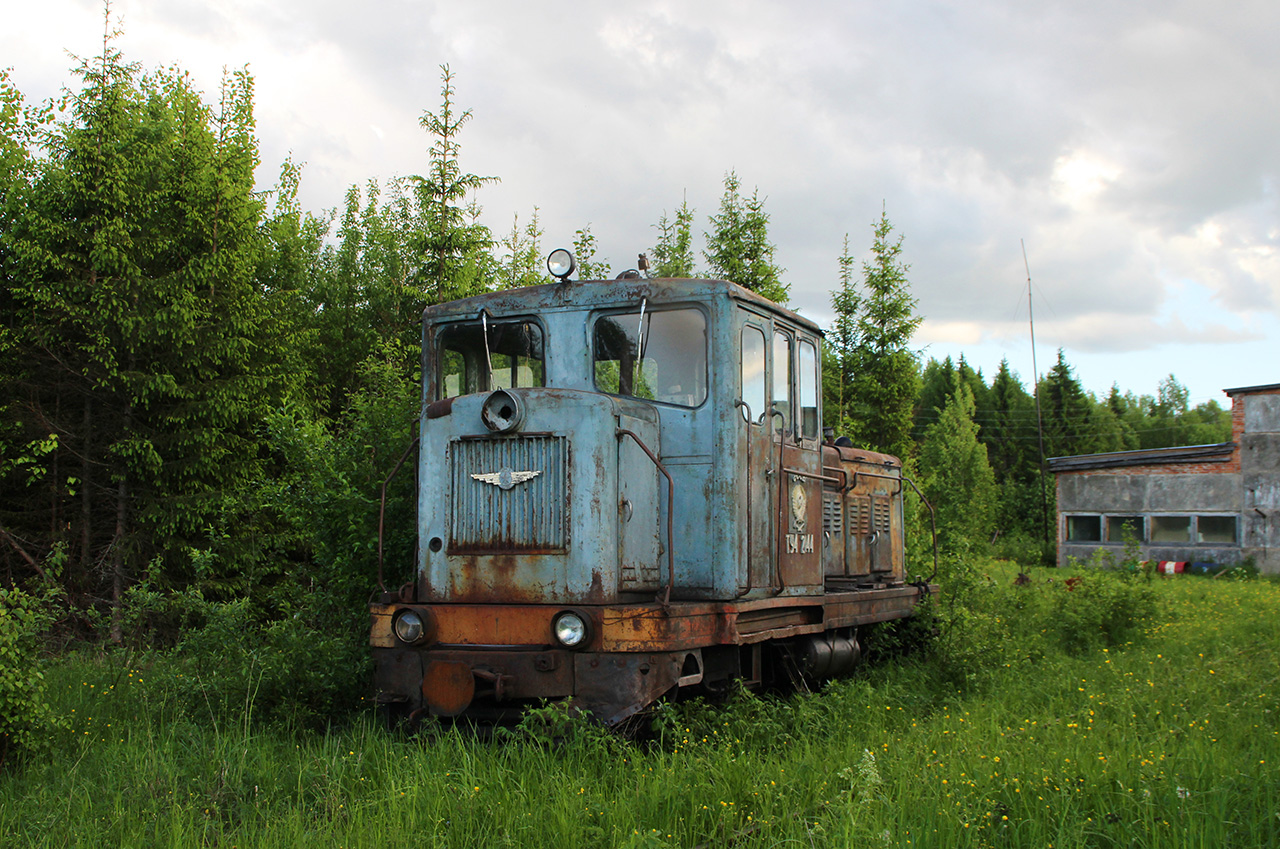
SŽD-Baureihe ТУ4–2144

### Lokomotiven
- Diesellok der SŽD-Baureihe ТУ4 – № 1829, 2144, 2440
- Diesellok der SŽD-Baureihe ТУ6Д –  № 0385
- Draisine – TD-5U „Pionier“

### Güter- und Personenwagen
Es gibt mehrere Langholzwagen, offene und geschlossene Güterwagen, Tankwagen, Schüttgutwagen für den Schottertransport beim Gleisbau sowie einen Aufenthaltswagen vom Typ Tepluschka.